# راشيل شاغال
راشيل شاغال (بالإنجليزية: Rachel Chagall)‏ هي ممثلة أمريكية، ولدت في 24 نوفمبر 1952 ببروكلين في الولايات المتحدة.

## أعمال

### مسلسلات
- المربية

## وصلات خارجية
- راشيل شاغال على موقع IMDb (الإنجليزية)
- راشيل شاغال على موقع ألو سيني (الفرنسية)
- راشيل شاغال على موقع أول موفي (الإنجليزية)
- راشيل شاغال على موقع قاعدة بيانات الفيلم (الإنجليزية)
- راشيل شاغال على موقع كينوبويسك (الروسية)